# Anthomyia dubia
Anthomyia dubia är en tvåvingeart som först beskrevs av Curtis 1835.  Anthomyia dubia ingår i släktet Anthomyia och familjen husflugor.
Artens utbredningsområde är Northwest Territories, Kanada. Inga underarter finns listade i Catalogue of Life.